# Bosques de San Pedro
Bosques de San Pedro är en ort i Mexiko.   Den ligger i kommunen Juárez och delstaten Nuevo León, i den centrala delen av landet, 700 km norr om huvudstaden Mexico City. Bosques de San Pedro ligger 525 meter över havet och antalet invånare är 1 817.
Terrängen runt Bosques de San Pedro är varierad, och sluttar österut. Runt Bosques de San Pedro är det tätbefolkat, med 343 invånare per kvadratkilometer. Närmaste större samhälle är Monterrey, 16,1 km nordväst om Bosques de San Pedro. I omgivningarna runt Bosques de San Pedro växer i huvudsak blandskog.